# Martín de Vargas
Martín de Vargas (-2 de junio de 1446) fue un cisterciense y teólogo español que nació en Jerez de la Frontera, Cádiz (España).

## Biografía
Viajó a Italia y pasó gran parte de su vida en el monasterio jerónimo de Santa Cecilia en Roma y fue confesor del papa Martín V. 
Regresó a España por circunstancias desconocidas y vivió en el Monasterio de Piedra, con el pensamiento puesto en la elaboración de una reforma de la orden cisterciense cuyas costumbres se habían relajado bastante y no cumplía con estricta norma la regla. El papa Martín V le dio permiso en 1425 para construir un edificio que sirviera de reunión y trabajo a los monjes cistercienses que así lo solicitaran, para discutir sobre la reforma. Fue así como se fundó el Monasterio de Montesión, en Toledo, donde se estudió y gestionó la reforma española llamada de la Congregación de Castilla, que agrupó a todos los monasterios de la Corona de Castilla.
En 1430, el rey Juan II de Castilla y el obispo de Palencia don Gutierre le nombraron abad del Monasterio de Santa María de Valbuena  en la provincia de Valladolid, para que impusiera allí la reforma que se extendería por toda Castilla. 
Hoy la revista Cistercium se halla en proceso de publicación de todas las definiciones de dicha congregación, así como bibliografías de autores cistercienses, incluyendo la del autor.